# Tauricollarium uniramosum
Tauricollarium uniramosum är en mångfotingart som beskrevs av Sergei I. Golovatch 1999. Tauricollarium uniramosum ingår i släktet Tauricollarium, klassen dubbelfotingar, fylumet leddjur och riket djur. Inga underarter finns listade i Catalogue of Life.